# Freddie Tieken
Freddie Tieken, nebo také Fred Tieken, rodným jménem Frederick Earl Tieken, (* 1935, Mississippi, Spojené státy) je americký hudebník, designér a skladatel, který hrál v mnoha hudebních skupinách, mezi které patří i skupina Ilmo Smokehouse, ve které hrál i jeho bratr Dennis Tieken. Roku 2015 Tieken otevřel galerii v Paradise Valley.

## Diskografie
- Beautiful Sounds (Ilmo Smokehouse, 1970)
- Roulette (Ilmo Smokehouse, 1971)
- Live (Freddie Tieken and the Rockers)